# David Miranda (chính khách)
David Michael dos Santos Miranda (10 tháng 5 năm 1985 – 9 tháng 5 năm 2023
) là một chính khách người Brasil. Ông là một nghị sĩ liên bang đại diện cho bang Rio de Janeiro, tuyên thệ vào ngày 1 tháng 2 năm 2019 và liên kết với Đảng Xã hội và Tự do (PSOL). Trước đó, ông là Ủy viên hội đồng thành phố đại diện cho thành phố Rio de Janeiro.
Năm 2019, Miranda được tạp chí Time bình chọn là một trong những thế hệ lãnh đạo mới tiếp theo của thế giới.

## Đời tư
Miranda được nuôi dưỡng ở Jacarezinho, Rio de Janeiro. Mẹ ông mất khi ông lên năm, và ông chuyển đến sống với một người dì. Ông rời khỏi nhà khi 13 tuổi, bỏ học và làm việc trong 6 năm tiếp theo. Ông đang chơi bóng chuyền trên bãi biển Ipanema vào tháng 2 năm 2005 khi ông uống rượu của một người New York, luật sư Glenn Greenwald. Cặp đôi đã chuyển đến cùng nhau trong vòng một tuần.
Ngay sau khi họ gặp nhau lần đầu tiên, Greenwald đã khuyến khích Miranda trở lại giáo dục và ông tốt nghiệp Escola Superior de Propaganda e Marketing (ESPM) vào năm 2014. Cả Greenwald và Miranda đều công khai đồng tính, và đã kết hôn. Năm 2017, hai vợ chồng nhận nuôi hai đứa con là anh em ruột.